# Płaskowyż Nerski
Płaskowyż Nerski (ros. Нерское плоскогорье) – płaskowyż w azjatyckiej części Rosji, w Jakucji i obwodzie magadańskim.
Leży w dorzeczu Nery pomiędzy górami Ułachan-Czystaj, Tas-Kystabyt i Wyżyną Górnokołymską; średnia wysokość ok. 1200 m n.p.m., maksymalna 2080 m n.p.m. Zbudowany ze skał mezozoicznych, głównie piaskowców, łupków ilastych i mułowców.
W niższych partiach rośnie limba syberyjska i olcha, w wyższych tundra górska.